# Cary Mullen
Cary Lee Mullen (* 12. Oktober 1969 in Banff) ist ein ehemaliger kanadischer Skirennläufer.

## Biografie
Mullen überraschte erstmals in der Saison 1992/93, als er in der Abfahrt von Whistler einen 4. Platz belegte und im darauf folgenden Rennen in der Sierra Nevada einen 7. Platz folgen ließ. Bereits zuvor belegte er an den Weltmeisterschaften 1993 in Morioka einen 7. Platz. Und mit dem 6. Platz im Super-G von Kvitfjell platzierte er sich mitten in der Weltspitze.
In der Saison 1993/94 musste er sich in der Abfahrt von Saalbach-Hinterglemm noch mit Platz 2 bescheiden (hinter Ed Podivinsky) begnügen, ehe er dann in den Abfahrten von Aspen einmal den 2. Platz und 24 Stunden später den 1. Platz erreichte. Im Gesamtweltcup konnte er sich damit auf dem 14. Platz zu Saisonende klassieren.
Nach den Trainings zur Abfahrt bei den Olympischen Spielen 1994 in Lillehammer zählte Mullen neben Kjetil André Aamodt, Marc Girardelli und Luc Alphand zu den Favoriten, im Rennen selbst schied er dann aus und sein Landsmann Ed Podivinsky holte sich die von Mullen insgeheim erhoffte Medaille. In den folgenden Wintern konnte Mullen – auch aufgrund diverser Verletzungen – diese Resultate nie wiederholen, so dass er 1999 zurücktrat.